# Boiry-Saint-Martin
Boiry-Saint-Martin település Franciaországban, Pas-de-Calais megyében. Lakosainak száma 258 fő (2022. január 1.). Boiry-Saint-Martin Boisleux-au-Mont, Moyenneville, Ayette és Boiry-Sainte-Rictrude községekkel határos.

## Népesség
A település népességének változása:
| Lakosok száma | 282  | 279  | 278  | 277  | 275  | 274  | 268  | 263  | 258  |
|               | 2013 | 2015 | 2016 | 2017 | 2018 | 2019 | 2020 | 2021 | 2022 |